# Kössen-Formation

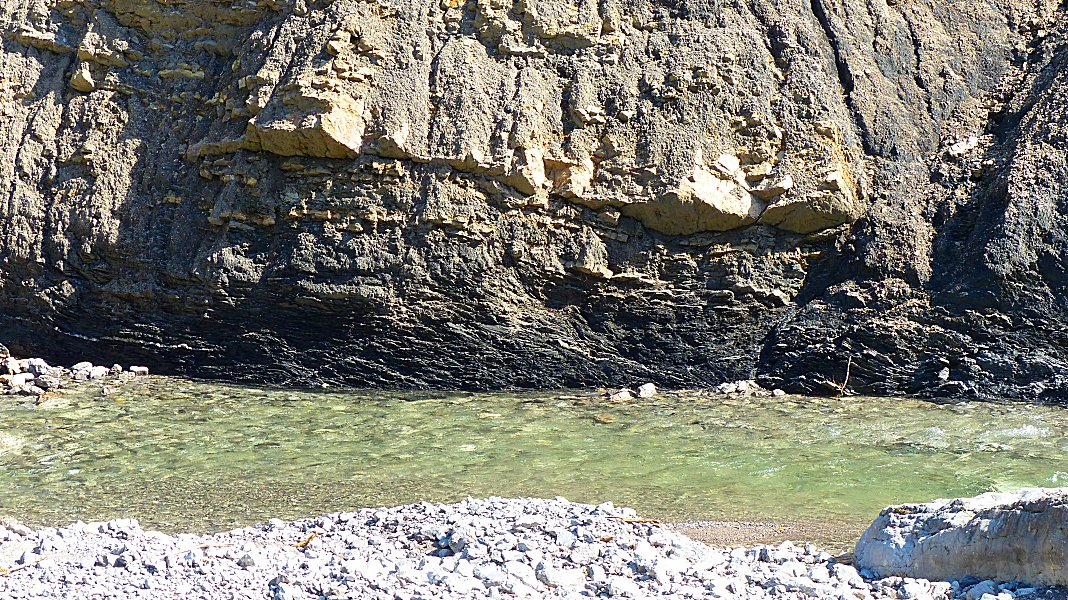
Aufschluss dunkelgrauer Tonmergelschiefer der Kössen-Formation am Ufer der Neidernach

Die Kössen-Formation (auch Kössener Schichten) ist eine lithostratigraphische Einheit der Nördlichen Kalkalpen im Rang einer Formation.
Namensgebend und Typlokalität ist der Ort Kössen in Tirol.
Gesteine der Kössen-Formation treten auch in den Tegernseer Bergen, im Estergebirge sowie in den Ammergauer, Lechtaler und Allgäuer Alpen zu Tage.
Die Kössen-Formation besteht aus einer Wechsellagerung dunkelgrauer Tonsteine, Mergel
und toniger Kalksteine, die in der oberen Trias (Rhaetium)
auf dem Schelf des westlichen Tethysmeeres abgelagert wurden.
Die Gesteine der Kössen-Formation gelten als sehr reich an Fossilien.